# Tyto alba thomensis
Tyto alba thomensis (лат.) — хищная птица семейства сипуховых, подвид обыкновенной сипухи, обитающий на территории острова Сан-Томе в Гвинейском заливе.

## Описание

### Внешний вид
Общая длина птицы — 33 см; вес — 380 грамм; длина крыла — 241—264 мм.
Небольшая сова рода Tyto без «ушек»-пучков.
Записей о половом диморфизме на данный момент нет.
Серый и рыжий верх совы покрыт тёмной вуалью с заметными чёрно-белыми пятнами. Маховые и рулевые перья — красновато-коричневые, с каштановыми полосами. Лицевой диск совы коричнево-жёлтый, с затемнением, идущим от карих глаз к клюву блёклого жёлтого оттенка. Низ золотисто-коричневый, с тёмными стреловидными пятнышками. Длинные рыжие оперённые ноги заканчиваются чёрными относительно мощными когтями.
Птенцы не отличаются по виду от птенцов других разновидностей сипух.

### Голос
Скорее всего, голос Tyto aba thomensis почти не отличается от голоса обыкновенной сипухи.

### Отличия от других видов
Аллопатрическая сипуха Tyto alba detorta крупнее и светлее в окрасе, с тускло-жёлтой нижней частью тела. Африканский подвид Tyto alba affinis, находящийся на материковой части, на расстоянии в 200 км от острова Сан-Томе также больше, с белым лицевым диском и светло-серой (не тёмно-серой, как у Tyto alba thomensis) вуалью.

## Распространение

### Ареал
Сова — эндемик острова Сан-Томе в Гвинейском заливе, где довольно широко распространена. Ограниченные территориально, птицы могут подвергнуться опасности из-за человеческого вмешательства (например, использования пестицидов).

### Места обитания
Предпочитает селиться в кустарниковых зарослях и полуоткрытых лесах, в скалистых областях и вблизи населённых пунктов.

## Систематика
Монотипический подвид. На данный момент рассматривается как подвид T.alba. Таксономия неопределенна; необходимы молекулярно-генетические исследования, на основании которых подвид сипухи Tyto alba thomensis может быть выделен в самостоятельный вид Tyto thomensis.

## Питание
Мало изучено. Известно, что Tyto alba thomensis охотится на мелких млекопитающих, птиц, насекомых, пауков, ящериц и лягушек.